# Säterbygdens församling
Säterbygdens församling är en församling i Tuna kontrakt i Västerås stift. Församlingen omfattar hela Säters kommun i Dalarnas län och utgör ett eget pastorat. 

## Administrativ historik
Församlingen bildades den 1 januari 2010 genom en sammanslagning av samtliga församlingar inom Säters kommun: Gustafs, Silvbergs, Stora Skedvi samt Säters församlingar.

## Kyrkor
- Stora Skedvi kyrka
- Säters kyrka
- Silvbergs kyrka
- Gustafs kyrka